# Célestin Passet
Célestin Passet (Gavarnia, 1845-1917) fou un dels millors guies de muntanya de la seva època. Membre d'una familia de llarga tradició pirineista, el seu nom està lligat a un cim del massís del Besiberri, la punta Passet (2998 m.).
Fill d'Hippolyte Passet, esdevindrà un dels millors guies del moment. El 1870 es casa amb Justine Trescazes, amb qui tindrà quatre fills. El 1871 acompanya Henry Russell al Mont Perdut, per la Bretxa de Rotllan. El 1872, troba, amb el mateix Russell, un nou itinerari cap al Mont Perdut, pels Rochers Blancs i l'Astazu. A continuació fan la primera ascensió del pic de Gourgs Blancs i del que portarà més tard el nom de Jean Arlaud. Entre 1872 i 1879 realitza amb Russell les primeres del Gabiétou per l'est, el pic de les Tempestats, el pic occidental de la Maladeta… El 1880, realitza la primera hivernal del Pocets, amb Roger de Monts. El 1882, la primera del Comaloforno amb Henri Brulle i Jean Bazillac. El 1887, el Pic entre la Bretxa de Rotllan i la Falsa Bretxa (entre Gavarnie i Ordesa), que esdevindrà el Pic Bazillac, amb Jean Bazillac, i el propi Dit de la Falsa Bretxa, amb Brulle i Bazillac. El 1888 fa la primera de la cara nord de el Mont Perdut amb Roger de Monts i François Bernat-Sales.
El 6 d'agost de 1889, amb Henri Brulle, Roger de Monts, Jean Bazillac i François Bernat-Sales, inaugura l'era del pirineisme modern aconseguint la primera del Couloir de Gaube, una canal de camí del Vinyamala. Bloquejats en aquesta falla estreta i congelada Célestin talla més de 1300 esglaons en el glaç amb el piolet de Brulle. Molt orgullós d'aquesta gesta, Célestin considerava que mai ningú la podria repetir: «He guardat la clau», deia. De fet, la segona ascensió no es va produir fins 43 anys després... El 1895, Célestin realitza la primera de la cara nord del Taillon, amb Henri Brulle.
Poc xerraire, gairebé distant, d'una gran elegància, impassible en les pitjors situacions, la seva reputació és tal que és molt sol·licitat i realitza nombroses ascensions, no només als Pirineus, sino també a altres massissos. Va prodigar-se a Àfrica del Nord, a Etiòpia, al Sinaí, a Creta, a Sardenya, al Caucas… Acompanya al Vinyamala l'alpinista i gravador anglès Edward Whymper, que li feu un retrat, que li proposa d'anar al Chimborazo, als Andes. Però Célestin declina l'oferta per quedar-se a prop de la seva mare i d'alguns béns que posseeix a Gavarnia.
Célestin Passet mor el 1917 d'un atac de paràlisi. Està enterrat al cementiri de Gavarnia. A Catalunya, a la cresta del massís del Besiberri, hi ha un cim dedicat a Célestin Passet, la Punta de Passet.